# 신좌파
신좌파(新左派, 영어: New Left)는 서구 세계에서 1960년대에 생겨난 구조주의, 사회비판이론, 포스트모더니즘의 영향을 받아, 기존 사회 문화의 권위주의에 대한 비판으로 생겨난 좌파적 조류를 의미한다. 계급투쟁과 노동운동에 집중하는 전통적인 좌파와 달리 다문화주의, 동물권, 여성주의, 성소수자 운동, 환경 운동, 기타 소외 계층에 대한 인권 신장 운동에 집중하는 경향이 있다. 신좌파는 이전 시대에 비해 사회 정의에 더 치우친 경향이 있다는 점에서 전통적인 좌파와 다르다. 그러나 다른 이들은 전통적인 좌파 목표의 진화, 지속, 재활성화를 설명하기 위해 신좌파라는 용어를 사용한다. 스스로를 "신좌파"라고 밝힌 몇몇 사람들은 노동운동과 마르크스 주의의 계급투쟁에 대한 역사적 이론의 개입을 거부했지만, 다른 사람들은 미국의 신공산주의나 독일어권의 K-그루펜과 같은 확립된 형태의 마르크스주의를 받아들인다. 미국에서 이 운동은 언론자유운동을 포함한 반전 운동 대학-캠퍼스 항의 운동과 관련이 있었다.

## 기원
제2차 세계 대전 이후 이성을 중시하던 모더니즘에 대한 근본적인 비판이 서유럽의 대륙철학 학파들을 중심으로 이루어졌다. 이 시기 프랑크푸르트 학파는 마르크스주의의 전통적인 계급투쟁이론 및 혁명 노선을 포기하고 문화 담론 위주의 해석을 이어나갔으며, 특히 다른 한편에서는 소비에트 연방의 마르크스-레닌주의가 ‘동일성의 원리’를 따르는 근대적 폭력의 일종이라는 비판이 이어졌다. 이후 마르크스주의에 대한 인본주의, 구조주의적 해석이 서유럽 내에서 주를 잇게 되었다. 1960년대 말부터는 해체주의, 포스트구조주의에 기반을 한 포스트모더니즘이 생겨났으며, 베트남 전쟁 파병 반대 운동과 프랑스의 68혁명과 겹쳐지면서 새로운 좌파 흐름이 일기 사작하였다.

## 성향
신좌파들은 구좌파에서 중시하던 자본주의, 제국주의, 경제적 불평등에 대한 비판에서 벗어나 미시적 불평등과 일상의 권위주의, 인간 소외 등에 주로 관심을 가지는 경우를 말하는 것으로 여겨진다.
이에 따라 소수자 권리, 페미니즘, 성문화의 해방, 교육 평준화, 엘리트 문화의 대중화, 다문화주의, 마약의 합법화 등의 다양한 사회문화적 운동이 신좌파로 분류된다.

## 같이 보기
- 뉴 라이트
- 포스트모더니즘
- 구좌파
- 히피